# Раабе, Йозеф Людвиг
Йозеф Людвиг Раабе (нем. Joseph Ludwig Raabe, 15 мая 1801, Броды — 22 января 1859, Цюрих) — швейцарский математик. Труды в области математического анализа, теории функций, теории рядов, алгебры, геометрии, прикладной математики, небесной механики.
Имя Раабе носит один из важных критериев сходимости рядов (признак Раабе). Он также вывел ряд формул сферической тригонометрии.

## Биография
Йозеф Людвиг Раабе родился 15 мая 1801 года в городе Броды (Австро-Венгрия, ныне на Украине) в бедной семье. Образование получил в венском Политехникуме, куда поступил в 1820 году. Защитив диссертацию, он преподавал в Цюрихском университете, а с 1855 года стал профессором Цюрихского политехникума. Занимался анализом бесконечно малых величин, которому посвятил 20 сочинений. Затем следовали: теория функций и учение о рядах с 12 сочинениями, геометрия с 9, алгебра — с одним и прикладная математика — с тремя. Большинство этих сочинений (37) помещено в «Journal für die reine and angewandte Mathematik» Крелля (I-L, 1826–55).
Первой статьей Раабе, помещённой в этом издании была «Allgemeine Theorie der Epicyclen». Отдельно он издал: «Die Differential- und Integralrechnung mit Functionen einer Variablen» (Цюрих, 1839-47), «Die Jacob-Bernoulli’sche Function», (Цюрих, 1848), «Mathematische Mittheilungen» (Цюрих, 1857≈58), «Ueber die fortschreitende Bewegung d. Schwerpuncte d. Planeten unseres Sonnensystems etc.» (Цюрих, 1858).
Йозеф Людвиг Раабе скончался 22 января 1859 года в Цюрихе.